# Bart De Clercq

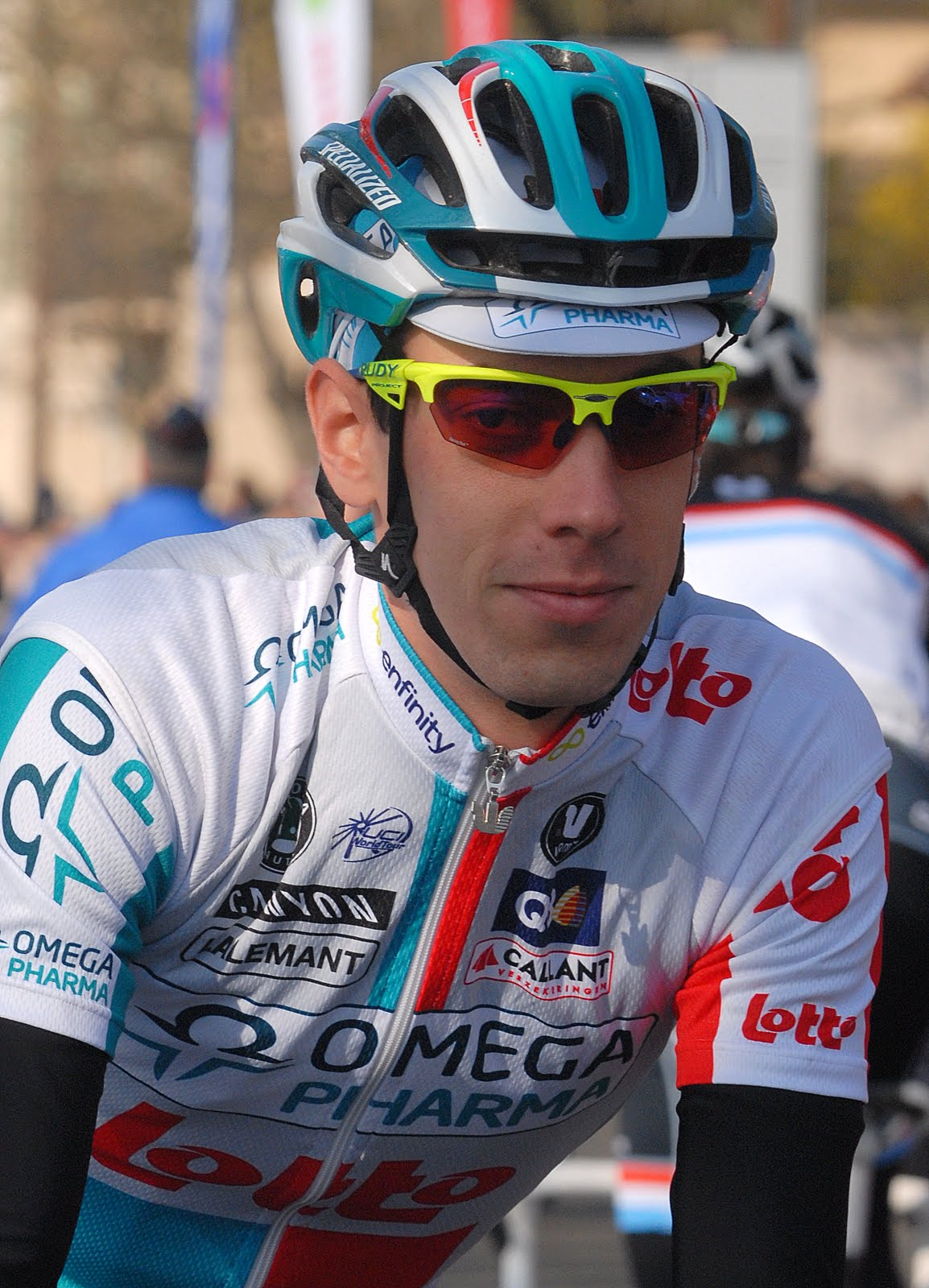
Bart De Clercq.

Bart De Clercq, född 26 augusti 1986 i Zottegem, Belgien, är en belgisk professionell tävlingscyklist. Han blev professionell 2011 och tävlar för Lotto-Belisol stallet. Han är en duktig allroundcyklist. De Clercqs största seger hittills kom 2011 när han oväntat vann en bergsetapp på Giro d'Italia.

## Resultat
2009
5:a, GP Tell
2010
5:a, Giro della Valle d'Aosta
2011
1:a, etapp 7, Giro d'Italia

## Stall
- Davo-Lotto-Davitamon 2009–2010
- Omega Pharma-Lotto 2011
- Lotto-Belisol 2012–